# Малый Орчик
Ма́лый О́рчик (укр. Малий Орчик) — село,
Малоорчиковский сельский совет,
Зачепиловский район,
Харьковская область, Украина.
Код КОАТУУ — 6322282001. Население по переписи 2001 года составляет 329 (149/180 м/ж) человек.
Является административным центром Малоорчиковский сельский совет, в который, кроме того, входят сёла
Залинейное,
Заречное и
Орчик.

## Географическое положение
Село Малый Орчик находится на левом берегу реки Орчик в месте её впадения в реку Орель (правый приток).
Русла обеих рек извилисты, на них много лиманов, островов и озёр, они сильно заболочены.
На противоположном берегу расположены сёла Орчик и Заречное, к селу примыкает село Залинейное.

## История
- 1775 — дата основания.

## Экономика
- Молочно-товарная ферма.

## Объекты социальной сферы
- Школа.
- Малоорчиковский фельдшерско-акушерский пункт.